# 亚莫措根
亚莫措根是一个位于中国四川省甘孜藏族自治州巴塘县的淡水湖，面积约为1.83平方千米，属于青藏高原边缘。它的一级流域为长江流域，二级流域为长江干流水系。